# Hindley Street Country Club
Hindley Street Country Club (HSCC) es una banda australiana de covers formada en 2017 por el productor Constantine Delo. La banda se presenta en vivo y en línea a través de YouTube , TikTok y Facebook.

## Historia
HSCC fue creado como un proyecto por un grupo de músicos en vivo de Adelaida, que se reunían y grababan versiones reorganizadas populares entre el público australiano y las subían semanalmente a las redes sociales.  El Hindley Street Country Club debe su nombre a Hindley Street en Adelaida , Australia del Sur , un lugar donde muchos miembros del grupo actuaron en varios locales durante el auge de la escena musical en vivo de la calle en las décadas de 1970, 1980 y 1990.
En 2024, Mark Pope, representante y productor artístico australiano, se asoció con el empresario y hombre de negocios Michael Chugg para encargarse de la gestión y promoción de la gira de la banda.  En mayo de 2024, Ian Moss de Cold Chisel apareció como invitado con Hindley Street Country Club en su versión de "While My Guitar Gently Weeps" de los Beatles.  Más tarde ese año, el grupo viajó a Singapur para actuar en el Gran Premio de Singapur y en Manila , Filipinas, en sus primeras presentaciones en el extranjero.
En enero de 2025, la banda tenía más de 1,19 millones de suscriptores y 777 millones de visitas  en YouTube y continúa de gira por Australia, el Reino Unido, Brasil  y los Estados Unidos de América.

## Miembros de la banda
La banda ha estado formada por músicos locales habituales e invitados y la formación depende de lo que se requiera para reproducir la canción original. 

### Miembros actuales
- Constantine Delo – Fundador, arreglista y bajista
- Danny Lopresto – voz
- Jordan Lennon - voz
- Jason McMahon - saxofón
- Jake Milic - guitarra
- Kat Jade - voz
- Bradley Polain - batería y voz
- Dave Ross - teclado
- Brenton Foster - teclado/piano
- Sam Eads - trompeta
- Ben Todd - percusión
- Steve Todd - percusión

## Discografía

### Álbumes
- HSCC 1 (2019)
- HSCC 2 (2020)
- HSCC 3 (2020)
- HSCC 4 (2021)